# Cima di Valmora
La Cima Valmora, alta 2198 metri, è una montagna calcarea posta immediatamente a est del Pizzo Arera, in provincia di Bergamo. 

## Caratteristiche

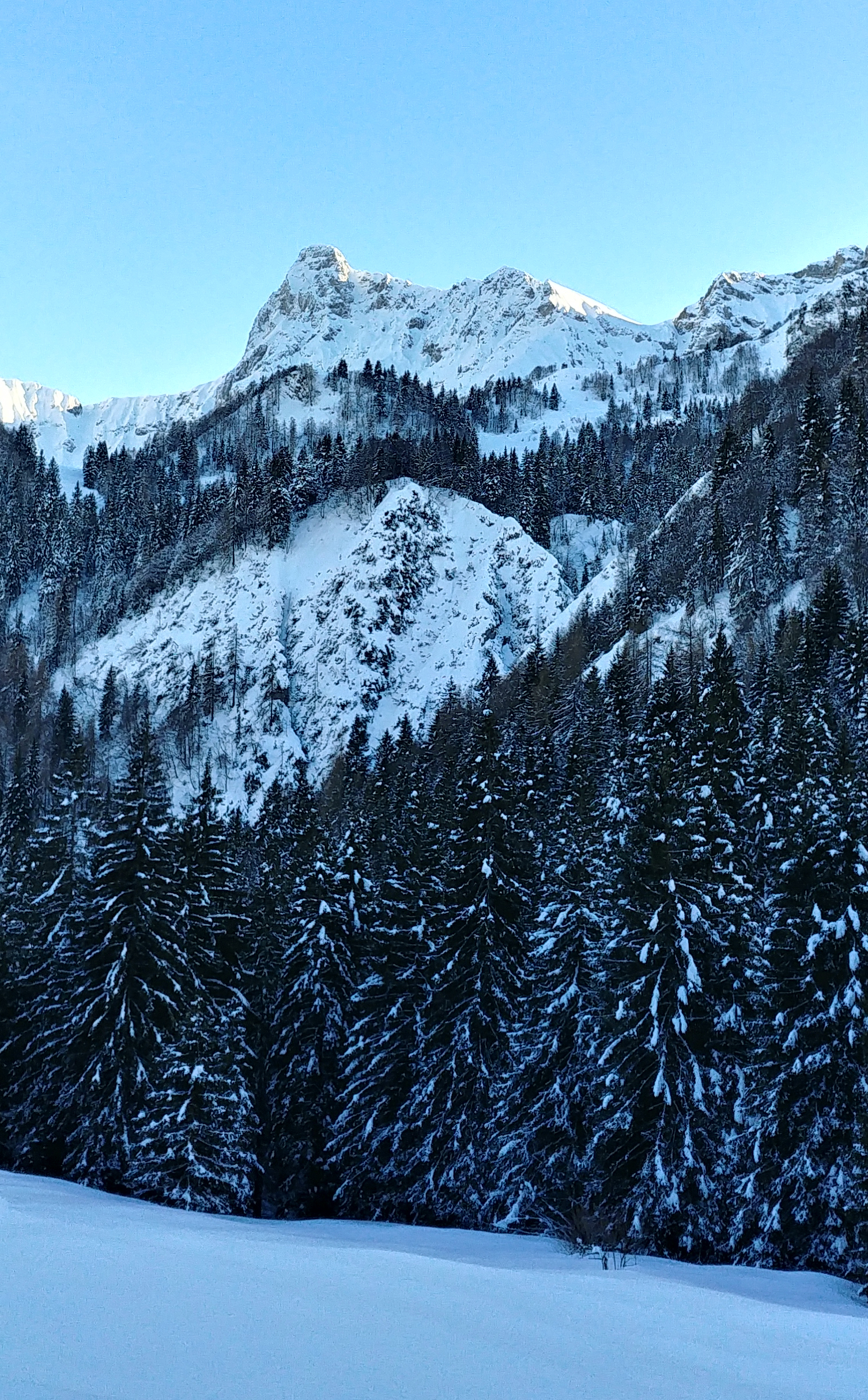
La Cima di Valmora vista dal Rifugio Alpe Corte

Situata lungo il crinale formato da Cima del Fop, Monte Secco e Pizzo Arera, funge da spartiacque tra la Valcanale e la valle Nossana, percorsa dall'omonimo torrente. 
Si presenta con ripidi pendii erbosi solcati da numerosi canaloni rocciosi calcarei nel suo versante meridionale, che domina i pascoli della baita di Valmora. Il versante settentrionale si presenta assai più impervio, con alti precipizi e pareti verticali alte centinaia di metri che cadono nelle distese di conifere della Valcanale. Sulla vetta è posta una croce in ferro.
Su questa montagna è stata riscontrata la presenza di marmotte, vipere e dell'aquila reale.

## Ascensione alla vetta
Per accedere a questa vetta delle Prealpi Bergamasche la via normale (adatta agli escursionisti esperti) passa dalla Forcella di Valmora e percorre la cresta ovest della montagna. Per raggiungere la forcella si può partire dal Rifugio Capanna 2000 oppure da Valcanale. 
Non mancano anche vie di difficoltà alpinistica.